# Línea 9 (Urbanos de Alcalá de Henares)
La línea 9 de la red de autobuses urbanos de Alcalá de Henares une la estación de Alcalá de Henares con el barrio de El Olivar y el polígono industrial Camporroso.

## Características
Inicialmente, la línea 9 prestaba servicio entre la Plaza de Cervantes y el Barrio de Juan de Austria, pero su duración fue efímera.
Posteriormente, se creó la actual línea 9 (aunque solo llegaba hasta el polígono industrial Azque), que fue la primera línea que no pasaba por la Plaza de Cervantes.
En abril de 2017, la línea amplía su recorrido hasta el polígono industrial Camporroso.
Desde octubre de 2017, la mitad de las expediciones dan servicio al barrio del Olivar, siendo este último barrio donde la línea tiene cabecera los fines de semana y los días festivos.
Desde el 4 de marzo de 2024, todas las expediciones pasan por El Olivar.
La línea circula exclusivamente por el término municipal de Alcalá de Henares. Como bien se expresa en la numeración interna del CRTM, recibe el número 9005. El primer dígito corresponde a la línea, en este caso la línea 9. Y los últimos tres dígitos corresponden al municipio por el que circula, en este caso 005 corresponde al municipio de Alcalá de Henares.
La línea mantiene los mismos horarios todo el año (exceptuando las vísperas de festivo y festivos de Navidad).
Está operada por la empresa AlcalaBus (Monbus) mediante la concesión administrativa URCM-005 - Urbano de Alcalá de Henares (Urbanos Comunidad de Madrid) del Consorcio Regional de Transportes de Madrid.
1. ↑  José Carlos Canalda. Breve historia de las líneas. 12-08-2022.
2. ↑  Dream-Alcalá (4 de marzo de 2024). «Todos los autobuses de la Línea 9 pasan ya por el barrio del Olivar». Dream Alcalá. Consultado el 5 de marzo de 2024.

## Horarios
| Lunes a viernes laborables       | Lunes a viernes laborables       | Sábados laborables, domingos y festivos | Sábados laborables, domingos y festivos |
| FF.CC. Alcalá > P. I. Camporroso | P. I. Camporroso > FF.CC. Alcalá | FF.CC. Alcalá > El Olivar               | El Olivar > FF.CC. Alcalá               |
| 06:30                            | 06:30                            | 08:00                                   | 07:30                                   |
| 07:00                            | 07:00                            | 09:00                                   | 08:30                                   |
| 07:30                            | 07:30                            | 10:00                                   | 09:30                                   |
| 08:00                            | 08:00                            | 11:00                                   | 10:30                                   |
| 08:30                            | 08:30                            | 12:00                                   | 11:30                                   |
| 09:00                            | 09:00                            | 13:00                                   | 12:30                                   |
| 09:30                            | 09:30                            | 14:00                                   | 13:30                                   |
| 10:00                            | 10:00                            | 15:00                                   | 14:30                                   |
| 10:30                            | 10:30                            | 16:00                                   | 15:30                                   |
| 11:00                            | 11:00                            | 17:00                                   | 16:30                                   |
| 11:30                            | 11:30                            | 18:00                                   | 17:30                                   |
| 12:00                            | 12:00                            | 19:00                                   | 18:30                                   |
| 12:30                            | 12:30                            | 20:00                                   | 19:30                                   |
| 13:00                            | 13:00                            | 21:00                                   | 20:30                                   |
| 13:30                            | 13:30                            | 22:00                                   | 21:30                                   |
| 14:00                            | 14:00                            |                                         | 22:30                                   |
| 14:30                            | 14:30                            |                                         |                                         |
| 15:00                            | 15:00                            |                                         |                                         |
| 15:30                            | 15:30                            |                                         |                                         |
| 16:00                            | 16:00                            |                                         |                                         |
| 16:30                            | 16:30                            |                                         |                                         |
| 17:00                            | 17:00                            |                                         |                                         |
| 17:30                            | 17:30                            |                                         |                                         |
| 18:00                            | 18:00                            |                                         |                                         |
| 18:30                            | 18:30                            |                                         |                                         |
| 19:00                            | 19:00                            |                                         |                                         |
| 19:30                            | 19:30                            |                                         |                                         |
| 20:00                            | 20:00                            |                                         |                                         |
| 20:30                            | 20:30                            |                                         |                                         |
| 21:00                            | 21:00                            |                                         |                                         |
| 21:30                            | 21:30                            |                                         |                                         |
| 22:30                            | 22:00                            |                                         |                                         |

1. 1 2 3 4 5 6 7 8 9 10 11 12 13 14 15 16 17 18 19 20 21 22 23 24 25 26 27 28 29 30 31  Hasta/desde El Olivar.

## Recorrido y paradas

### Sentido El Olivar / Pol. Ind. Camporroso
| Código | Parada                                   | Común con                       | Conexión con Cercanías |
| --- | ---------------------------------------- | ------------------------------- | ---------------------- |
| 09687 | Pza. Estación - Est. Alcalá de Henares   |                                 | Alcalá de Henares      |
| 12244 | Isabel de Guzmán - Ferraz                | 3 10                            |                        |
| 12246 | Av. Alcarria - Belvís del Jarama         | 10                              |                        |
| 12247 | Av. Alcarria - Pza. Paz                  | 10                              |                        |
| 12248 | Av. Miguel de Unamuno - Av. Jesuitas     |                                 |                        |
| 12433 | Alejo Carpentier - Miguel Delibes        | 227                             |                        |
| 12358 | Villalbilla - Mercado                    | 227                             |                        |
| 06960 | Av. Daganzo - Gta. Chorrillo             | 1A 7 11 227 251 252 254 255 FS2 |                        |
| 07050 | Av. Daganzo - Av. Doctor Marañón         |                                 |                        |
| 12922 | Ctra. Daganzo - Escuela Infantil         |                                 |                        |
| 18372 | Ctra. Daganzo - México                   |                                 |                        |
| 20236 | México - República Dominicana            |                                 |                        |
| 20238 | Av. Pasionistas - Pza. Guatemala         |                                 |                        |
| 20240 | Av. Pasionistas - Honduras               |                                 |                        |
| Las siguientes paradas solo las realizan aquellas expediciones con paso por el Polígono Industrial Camporroso |                                          |                                 |                        |
| 20241 | Honduras - C.º El Olivar                 |                                 |                        |
| 21185 | Honduras - Av. Daganzo                   |                                 |                        |
| 18374 | Ctra. Daganzo - Pza. Panamá              |                                 |                        |
| 07056 | Chile - Pol. Ind. Azque                  |                                 |                        |
| 07057 | Chile - Bolivia                          |                                 |                        |
| 07058 | Perú - Chile                             |                                 |                        |
| 07059 | Perú - Pol. Ind. Azque                   |                                 |                        |
| 20155 | Bulev. Buenos Aires - Banco de Alimentos |                                 |                        |

### Sentido Estación Alcalá de Henares
| Código | Parada                                    | Común con                    | Conexión con Cercanías |
| --- | ----------------------------------------- | ---------------------------- | ---------------------- |
| Las siguientes paradas solo las realizan aquellas expediciones con paso por el Polígono Industrial Camporroso |                                           |                              |                        |
| 20155 | Bulev. Buenos Aires - Banco de Alimentos  |                              |                        |
| 18335 | Ctra. M100 - Pol. Ind. Camporroso         | 252 254 FS2                  |                        |
| 18341 | Ctra. M100 - Pol. Ind. Bañuelos           |                              |                        |
| 18337 | Ctra. M100 - Pol. Ind. La Peña            |                              |                        |
| 18375 | Ctra. Daganzo - Pza. Panamá               |                              |                        |
| 21184 | Honduras - Av. Daganzo                    |                              |                        |
| 21183 | Honduras - C.º El Olivar                  |                              |                        |
| Paradas del itinerario común                                                                                  |                                           |                              |                        |
| 20239 | Av. Pasionistas - Honduras                |                              |                        |
| 20237 | Av. Pasionistas - Pza. Guatemala          |                              |                        |
| 20235 | México - C.º El Olivar                    |                              |                        |
| 18373 | Ctra. Daganzo - México                    |                              |                        |
| 07051 | Ctra. Daganzo - Escuela Infantil          |                              |                        |
| 06961 | Av. Daganzo - Gta. del Chorrillo          | 7 11 227 251 252 254 255 FS2 |                        |
| 06954 | San Juan del Viso - San Ignacio de Loyola | 8                            |                        |
| 12360 | Villalbilla - Mercado                     | 227                          |                        |
| 12434 | Alejo Carpentier - Miguel Delibes         | 227                          |                        |
| 11573 | Av. Miguel de Unamuno - Vilches           | 8                            |                        |
| 11574 | Av. Miguel de Unamuno - Pza. Paz          | 8                            |                        |
| 11576 | Av. Alcarria - Belvís del Jarama          | 8 10                         |                        |
| 09687 | Pza. Estación - Est. Alcalá de Henares    |                              | Alcalá de Henares      |